# 張應徵
張應徵（1570年—1621年），字元聘，號停一，山西平陽府猗氏縣軍籍。明朝政治人物。

## 生平
六月二十八日生，治書经。张应徵自幼警敏，读书过目成诵。有老人拿文章向他展示，他只是瞥视一下即归还，老人怀疑其藐视自己，應徵则说：「老先生的文章已尽刻在我脑中矣！」随即背诵，不失一字，于是大为惊奇。登万历二十二年（1594年）甲午科山西乡试解元，二十三年（1595年）乙未科會試第二百九十一名，廷試三甲第一百十名进士。兵部觀政，先是考试场中有监临御史问督学陈某说：「秋元有可以预先决定的吗？」陈道：「猗氏张应徵也，而且必定聯捷。」既而果然这样。本年十月授陕西三原知縣，齐民以礼，教士以文，风俗丕变，進士来复由张應徵选拔出来，名重艺林。二十年升南刑部浙江司主事，三十一年告病，先後以父母喪歸里。三十七年起補兵部职方司主事，歴正郎，清介矜严，属下不敢以私事干预，當时有「铁職方」之称。萬曆四十年五月与李中立主考四川鄉試，得王应熊卷曰：聯捷经魁，救时才相。四十一年二月因改榜被罚俸二月。四十二年迁大名兵备副使，以边务需才，廷议备节钺之选。四十三年养病。四十七年起辽东监军道副使，未任病卒。

## 家族
曾祖张刚。祖父张世达。父张至化，万历元年恩貢，官四川保宁府通判，以子貴封承德郎刑部主事。嫡母胡氏，赠安人。母李氏，封安人。具庆下。兄希濂（廪生）、應隆。娶令狐氏，子谊、諴、謐、谔、诏。